# Бунаков, Пётр Андреевич
Пётр Андреевич Бунаков — московский дворянин и воевода во времена правления Михаила Фёдоровича и Алексея Михайловича. Рюрикович в XXIV колене, из дворянского рода Бунаковы.
Сын воеводы Андрея Андреевича Бунакова.

## Биография
Жилец (с 1640), на службе в Туле. На службе в Белгороде с бояриным и воеводой, князем Никитой Ивановичем Одоевским (1646). Пожалован в стряпчие (06 июня 1647). На свадьбе царя Алексея Михайловича с Марией Ильиничной Милославской, нёс изголовье, вслед за окольничим, князем Фёдором Андреевичем Хилковым (26 января 1648). Участвовал в литовском походе под Смоленск и Вильно ( 1654-1655). Воевода в Илимском остроге, куда послан для усмирения воровских атаманов — Фёдора Краснояра и Михаила Сорокина, а также восстановления острога (1656-1657), заменён (1659). Послан в Переяслав для сыскных и расправных дел к гетману Якиму Самко (1663). На службе под Почепом (1664), под Дубровной (1666). Послан в Смоленск и Невель (1669). Пожалован в московские дворяне (1669). На службе в Арзамасе (1671) и в июне того же года переведён в Кадом для сыскного дела. Послан из приказа Тайных дел в Московский уезд для межевания (1675). Подал челобитную (15 ноября 1687) с просьбой утвердить поданную им в Палату родословных дел родословную роспись (23 мая 1686), к документам была приложена фальсифицированная грамота великого князя Василия Васильевича, данная на имя родоначальника, князя Лариона Михайловича Бунакова (09 октября 1461).
Имел свой двор в Москве, в Земляном городе. Владел поместьями в Каширском, Курмышском, Владимирском и Вяземском уездах.
Имел сыновей: Ивана († 1711) и Михаила († 1709) Петровичей, которые за неявку на службу (1684) по царскому указу из стольников разжалованы в городовые дворяне по Лихвину, впоследствии прощены.